# Guntis Osis
Guntis Osis –en ruso, Гунтис Осис– (Talsi, URSS, 30 de octubre de 1962) es un deportista soviético de origen letón que compitió en bobsleigh.
Participó en los Juegos Olímpicos de Calgary 1988, obteniendo una medalla de bronce en la prueba cuádruple (junto con Jānis Ķipurs, Juris Tone y Vladimir Kozlov).

## Palmarés internacional
| Juegos Olímpicos | Juegos Olímpicos | Juegos Olímpicos  | Juegos Olímpicos |
| Año              | Lugar            | Medalla           | Prueba           |
| ---------------- | ---------------- | ----------------- | ---------------- |
| 1988             | Calgary (Canadá) | Medalla de bronce | Cuádruple        |